# گروس گروناو
گروس گروناو (به آلمانی: Groß Grönau) یک شهر در آلمان است که در هرتسوگتوم لاونبورگ واقع شده‌است.
 گروس گروناو  ۳٬۵۴۷ نفر جمعیت دارد.